# قائمة قرارات مجلس الأمن التابع للأمم المتحدة لعام 1975
تتضمن قائمة قرارات مجلس الأمن التابع للأمم المتحدة لعام 1975 جميع القرارات الصادرة عن مجلس الأمن التابع للأمم المتحدة خلال العام 1975.

## القائمة
| رقم القرار | الرمز            | نص القرار                         | موضوع القرار                        |
| ---------- | ---------------- | --------------------------------- | ----------------------------------- |
| 367        | S/RES/367 (1975) | نص الوثيقة على موقع الأمم المتحدة | قبرص                                |
| 368        | S/RES/368 (1975) | نص الوثيقة على موقع الأمم المتحدة | مصر - إسرائيل                       |
| 369        | S/RES/369 (1975) | نص الوثيقة على موقع الأمم المتحدة | إسرائيل - الجمهورية العربية السورية |
| 370        | S/RES/370 (1975) | نص الوثيقة على موقع الأمم المتحدة | قبرص                                |
| 371        | S/RES/371 (1975) | نص الوثيقة على موقع الأمم المتحدة | مصر - إسرائيل                       |
| 372        | S/RES/372 (1975) | نص الوثيقة على موقع الأمم المتحدة | قبول أعضاء جدد: الرأس الأخضر        |
| 373        | S/RES/373 (1975) | نص الوثيقة على موقع الأمم المتحدة | قبول أعضاء جدد: ساو تومي وبرينسيب   |
| 374        | S/RES/374 (1975) | نص الوثيقة على موقع الأمم المتحدة | قبول أعضاء جدد: موزمبيق             |
| 375        | S/RES/375 (1975) | نص الوثيقة على موقع الأمم المتحدة | قبول أعضاء جدد: بابوا غينيا الجديدة |
| 376        | S/RES/376 (1975) | نص الوثيقة على موقع الأمم المتحدة | قبول أعضاء جدد: جزر القمر           |
| 377        | S/RES/377 (1975) | نص الوثيقة على موقع الأمم المتحدة | الصحراء الغربية                     |
| 378        | S/RES/378 (1975) | نص الوثيقة على موقع الأمم المتحدة | مصر - إسرائيل                       |
| 379        | S/RES/379 (1975) | نص الوثيقة على موقع الأمم المتحدة | الصحراء الغربية                     |
| 380        | S/RES/380 (1975) | نص الوثيقة على موقع الأمم المتحدة | الصحراء الغربية                     |
| 381        | S/RES/381 (1975) | نص الوثيقة على موقع الأمم المتحدة | إسرائيل - الجمهورية العربية السورية |
| 382        | S/RES/382 (1975) | نص الوثيقة على موقع الأمم المتحدة | قبول أعضاء جدد: سورينام             |
| 383        | S/RES/383 (1975) | نص الوثيقة على موقع الأمم المتحدة | قبرص                                |
| 384        | S/RES/384 (1975) | نص الوثيقة على موقع الأمم المتحدة | تيمور الشرقية                       |

## المرجع
1. ↑  "Security Council Resolutions" (بالإنجليزية). الأمم المتحدة. Archived from the original on 2018-09-04. Retrieved 22 شباط / فبراير 2017. {{استشهاد ويب}}: تحقق من التاريخ في: |تاريخ الوصول= (help)